# Microcreagris hespera
Microcreagris hespera är en spindeldjursart som beskrevs av Chamberlin 1930. Microcreagris hespera ingår i släktet Microcreagris och familjen helplåtklokrypare. Inga underarter finns listade i Catalogue of Life.